# Jared Isaacman
Jared Taylor Isaacman (Union, New Jersey, 1983. február 11. –) amerikai üzletember, pilóta és űrhajós. A Draken International és a Shift4 Payments cégek alapítója, vagyona 1,9 milliárd dollár.
Isaacman volt az Inspiration4 civil űrhajósokkal véghezvitt űrrepülés parancsnoka 2021. szeptember 16-án. A személyzet két nappal később tért vissza a Földre. 2024-ben a Polaris Dawn űrrepülés parancsnoka volt, aminek részeként Sarah Gillis-szel az első magánszemélyként részt vett egy űrsétán 2024. szeptember 12-én. Isaacman lépett ki először az űrhajóból.